# شنعار

شهرهای بین‌النهرین در هزاره دوم قبل از میلاد

شینار (‎/ˈʃaɪnɑːr/‎؛ عبری שִׁנְעָר Šinʿar، Septuagint Σεννααρ Sennaar) در کتاب مقدس عبری منطقه جنوبی بین النهرین است.

## کتاب مقدس عبری
نام Šinʿar هشت بار در کتاب مقدس عبری وجود دارد که از آن به عنوان بابل یاد می‌کند. از توصیفاتی که برای وصف این شهر بیان شده، می‌شود چنین برداشت کرد که شینار بابل / بابل (در شمال بابل) و اِرِچ / اوروک (در جنوب بابل) است. چنان‌که در کتاب پیدایش ۱۰:۱۰ آمده، آغاز پادشاهی نمرود «بابل [بابل] و اِرِچ [ اوروک ] و اکاد و کلنه» در سرزمین شینار بوده‌است. در آیه ۱۱: ۲ آمده‌است که شینار دشتی را که پس از طغیان نوح به محل ساخت برج بابل تبدیل شده بود را در تسلط خود داشت. پس از سیل، پسران شم، هام و یافث ابتدا در ارتفاعات ارمنستان اقامت گزیدند و سپس به شینار مهاجرت کردند.
در پیدایش ۱۴: ۱٬۹، پادشاه امرفل بر شینار حکومت می‌کند.